# Liste der Biografien/Mar
Liste der Biografien |
Portal Biografien |
Personensuche
# |
A |
B |
C |
D |
E |
F |
G |
H |
I |
J |
K |
L |
M |
N |
O |
P |
Q |
R |
S |
T |
U |
V |
W |
X |
Y |
Z |
?
 
Ma |
Mb |
Mc |
Md |
Me |
Mf |
Mg |
Mh |
Mi |
Mj |
Mk |
Ml |
Mm |
Mn |
Mo |
Mp |
Mq |
Mr |
Ms |
Mt |
Mu |
Mv |
Mw |
Mx |
My |
Mz
 
Maa |
Mab |
Mac |
Mad |
Mae |
Maf |
Mag |
Mah |
Mai |
Maj |
Mak |
Mal |
Mam |
Man |
Mao |
Map |
Maq |
Mar |
Mas |
Mat |
Mau |
Mav |
Maw |
Max |
May |
Maz
 
Mara |
Marb |
Marc |
Mard |
Mare |
Marf |
Marg |
Marh |
Mari |
Marj |
Mark |
Marl |
Marm |
Marn |
Maro |
Marp |
Marq |
Marr |
Mars |
Mart |
Maru |
Marv |
Marw |
Marx |
Mary |
Marz
Die Liste der Biografien führt alle Personen auf, die in der deutschsprachigen Wikipedia einen Artikel haben. Dieses ist eine Teilliste mit 16 Einträgen von Personen, deren Namen mit den Buchstaben „Mar“ beginnt.

## Mar
- Mar bar Rab Chanan, erster Gaon zu Sura
- Mar ben Mar Rab Huna, erster Gaon zu Pumbedita
- Már Guðmundsson (* 1954), isländischer Wirtschaftswissenschaftler und Präsident der isländischen Zentralbank
- Mar Jover, María del (* 1988), spanische Weitspringerin
- Mar Mar Aye (1942–2024), myanmarische Sängerin
- Mar Sutra († 417), Amoräer
- Mar Sutra, babylonischer Jude, Exilarch
- Mar 'Ukban III, Oberhaupt des babylonischen Judentums
- Mar, David de la (1832–1898), niederländischer Genremaler jüdischer Abstammung
- Mar, Fien de la (1898–1965), niederländische Schauspielerin und Chanteuse
- Mar, Margaret of, 31. Countess of Mar (* 1940), britische Peeress und Politikerin
- Mar, Nap de la (1878–1930), niederländischer Kabarettist und Schauspieler
- Mar, Pedro del, deutscher Musikproduzent, DJ, Radiomoderator und Musiklabelinhaber
- Mār-bīti-apla-uṣur, babylonischer König
- Mar-Chaim, Yossi (* 1940), israelischer Komponist
- Mar-Khalifé, Bachar (* 1983), libanesisch-französischer Sänger, Komponist und Multiinstrumentalist